# Hamada Katsuhiro
Katsuhiro Hamada (sinh ngày 7 tháng 10 năm 1991) là một cầu thủ bóng đá người Nhật Bản.

## Sự nghiệp câu lạc bộ
Katsuhiro Hamada đã từng chơi cho FC Ganju Iwate và FC Ryukyu.